# 郭公庄车辆段
郭公庄车辆段位于北京市丰台区，是北京地铁9号线的车辆段，与9号线郭公庄站接轨。建筑面积12.1万平方米。承担9号线列车停放、日常维修等任务。郭公庄车辆段和周边土地进行综合一体化开发，包括商业、商品房、公共租赁房等，规划占地面积约161.8公顷。